# Дворянское гнездо (дом)
Дворянское гнездо (Второй дом Ленсовета) — здание в стиле советского модернизма. Расположен в Петроградском районе Санкт-Петербурга, современный адрес дома — Петровская набережная, 4.
Здание построено в 1962—1966 годах архитекторами В. Беловым, А. Лейман, А. Говорковским и художником С. Коваленковым.
Название отражает саркастическое отношение к советской «знати», дополнительный сарказм заключается в том, что у здания нет привычных атрибутов богатого жилья, таких как колонны или арки (ему присуща «замаскированная элитность» как из идеологических, так и из градостроительных задач — здание служит «кулисой» для домика Петра I и сквера, и при этом находится на набережной неподалёку от «Авроры» и Петропавловской крепости). Кроме того, название было дано в связи со старым названием Мичуринской улицы, прошедшей через арку дома — Малая Дворянская; согласно ещё одной версии, название появилось вслед за названием продуктового магазина на первом этаже.
Здание строилось в переходный период, наследующий постконструктивизму, но при этом уже озвучивалась критика современной индустриальной архитектуры, которая «утратила характерные, традиционные национальные черты … [такие как] цвет, а с ним и материал…», её «стиль благородной сдержанности» (то есть бесцветность и однообразие). В первом проекте здание было похоже на проект гостиницы «Интурист» (горизонтальная композиция, глубоко утопленные окна, остекление стилобата, «отдельно парящий» карниз), далее проект был упрощён (сетка окон стала менее графичной, карниз стал ближе к дому).
Лицевой фасад здания облицован бетонными плитами, во дворе стены из ангобированного кирпича. Ниши гастронома первого этажа расписаны подглазурной росписью в стилистике голландского фаянса XVII века, заказ на роспись был сделан в 1969 году директрисой гастронома Серафимой Александровной Лесман. Под карнизом сделана полоса керамических узких плиток.
У здания нет привычных балконов, только «французские» (окна, состыкованные из двух створок в пол, что придаёт пластику фасаду). Высота потолков в помещениях — 2,7 м. В центральном подъезде есть 4-хкомнатные квартиры с большими кухнями и двумя туалетами, верхний этаж занимали мастерские, в основном в доме были двух, трёх и однокомнатные квартиры (41, 63 и 10 соответственно).
В честь жильцов здания на нём установлены мемориальные доски Евгению Алексеевичу Лебедеву и Виктору Михайловичу Орешникову, также среди его жильцов были Николай Павлович Акимов, Людмила Евгеньевна Белоусова, Олег Алексеевич Протопопов, Анатолий Владимирович Говорковский, Яков Николаевич Лукин, Евгений Александрович Мравинский, Андрей Андреевич Мыльников, Андрей Павлович Петров, Владислав Игнатьевич Стржельчик, Георгий Александрович Товстоногов, Юрий Владимирович Толубеев, Борис Тимофеевич Штоколов.